# Zabardo
Zabardo of Zabǎrdo (Bulgaars: Забърдо) is een dorp in het zuiden van Bulgarije. Het dorp is gelegen in de gemeente Tsjepelare in de oblast Smoljan. Het dorp ligt hemelsbreed ongeveer 24 km ten noordwesten van Smoljan en 145 km ten zuidoosten van Sofia. 

## Bevolking
Op 31 december 2020 telde het dorp 364 inwoners, een daling ten opzichte van het maximum van 1.181 inwoners in 1910 en 1.151 inwoners in 1934.
| Bevolkingsontwikkeling tussen 1910 en 2020          |
| --------------------------------------------------- |
|                                                     |
| Bron: Nationaal Statistisch Instituut van Bulgarije |

In het dorp wonen uitsluitend etnische Bulgaren. In de volkstelling van 2011 reageerden 473 van de 477 inwoners, allen noemden zichzelf etnische Bulgaren (100%).
| Etnische samenstelling van de respondenten (2011) | Etnische samenstelling van de respondenten (2011) | Etnische samenstelling van de respondenten (2011) | Etnische samenstelling van de respondenten (2011) | Etnische samenstelling van de respondenten (2011) |
| ------------------------------------------------- | ------------------------------------------------- | ------------------------------------------------- | ------------------------------------------------- | ------------------------------------------------- |
|                                                   |                                                   |                                                   |                                                   |                                                   |
| Bulgaren                                          | Bulgaren                                          |                                                   | 100,0%                                            | 100,0%                                            |
| Turken                                            | Turken                                            |                                                   | 0,0%                                              | 0,0%                                              |
| Roma                                              | Roma                                              |                                                   | 0,0%                                              | 0,0%                                              |
| Anders/Onbekend                                   | Anders/Onbekend                                   |                                                   | 0,0%                                              | 0,0%                                              |

## Afbeeldingen

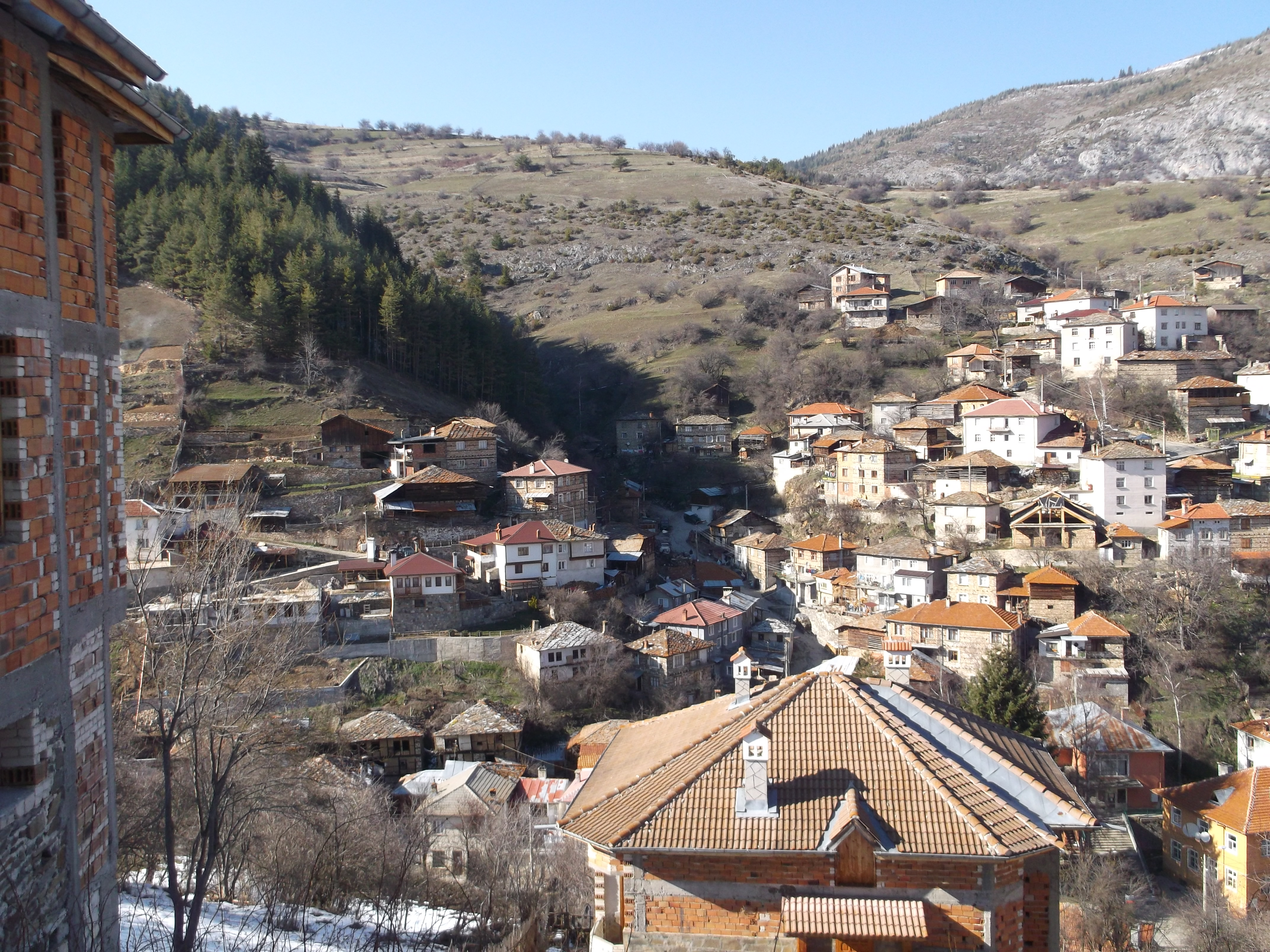
Nieuwe huizen in Zabardo
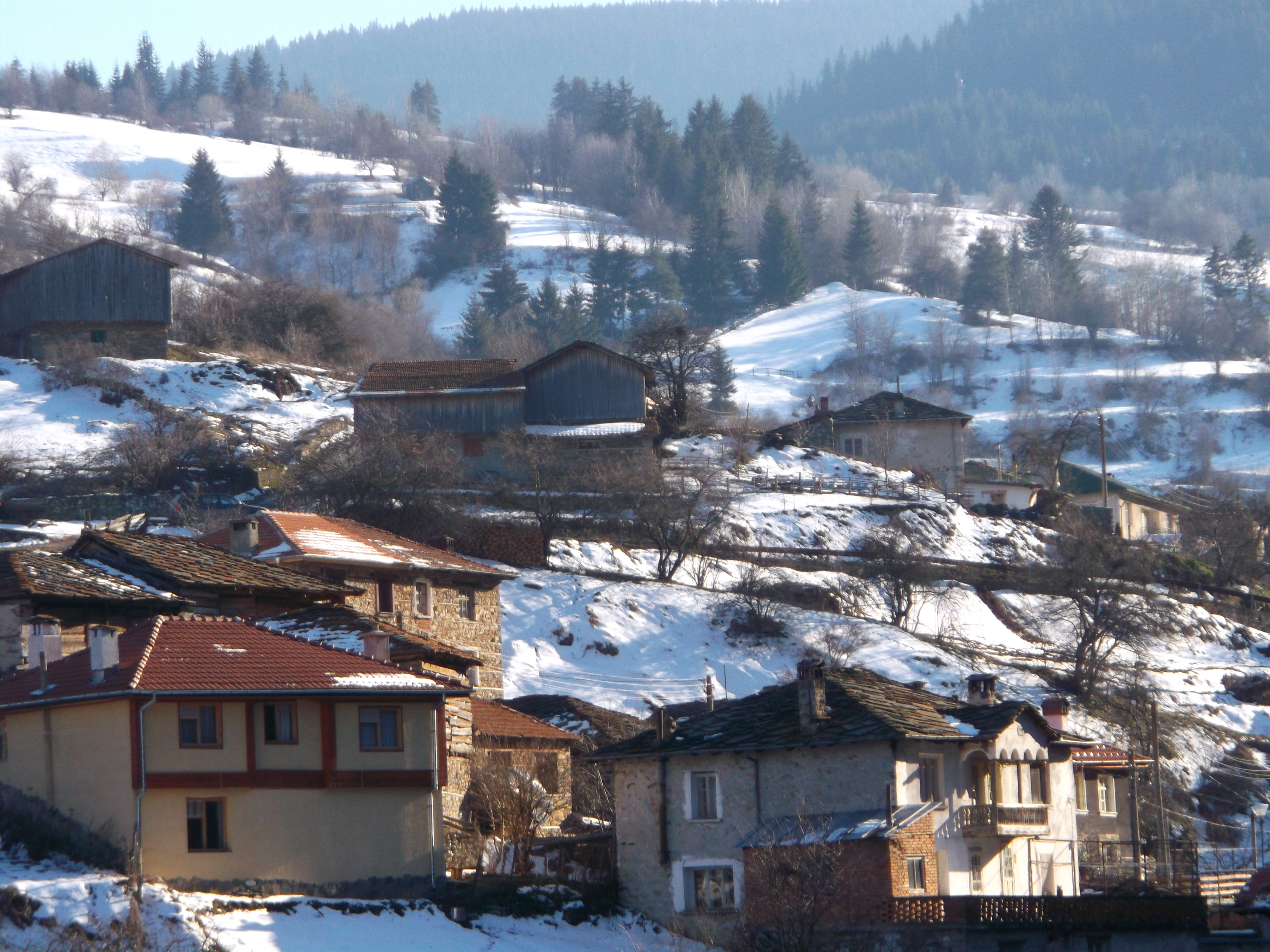
Oude huizen in Zabardo
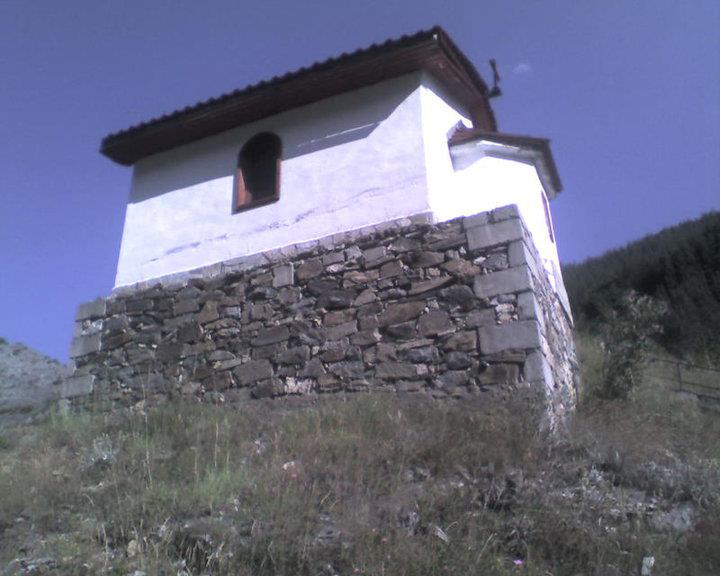
Oude kapel op een heuvel
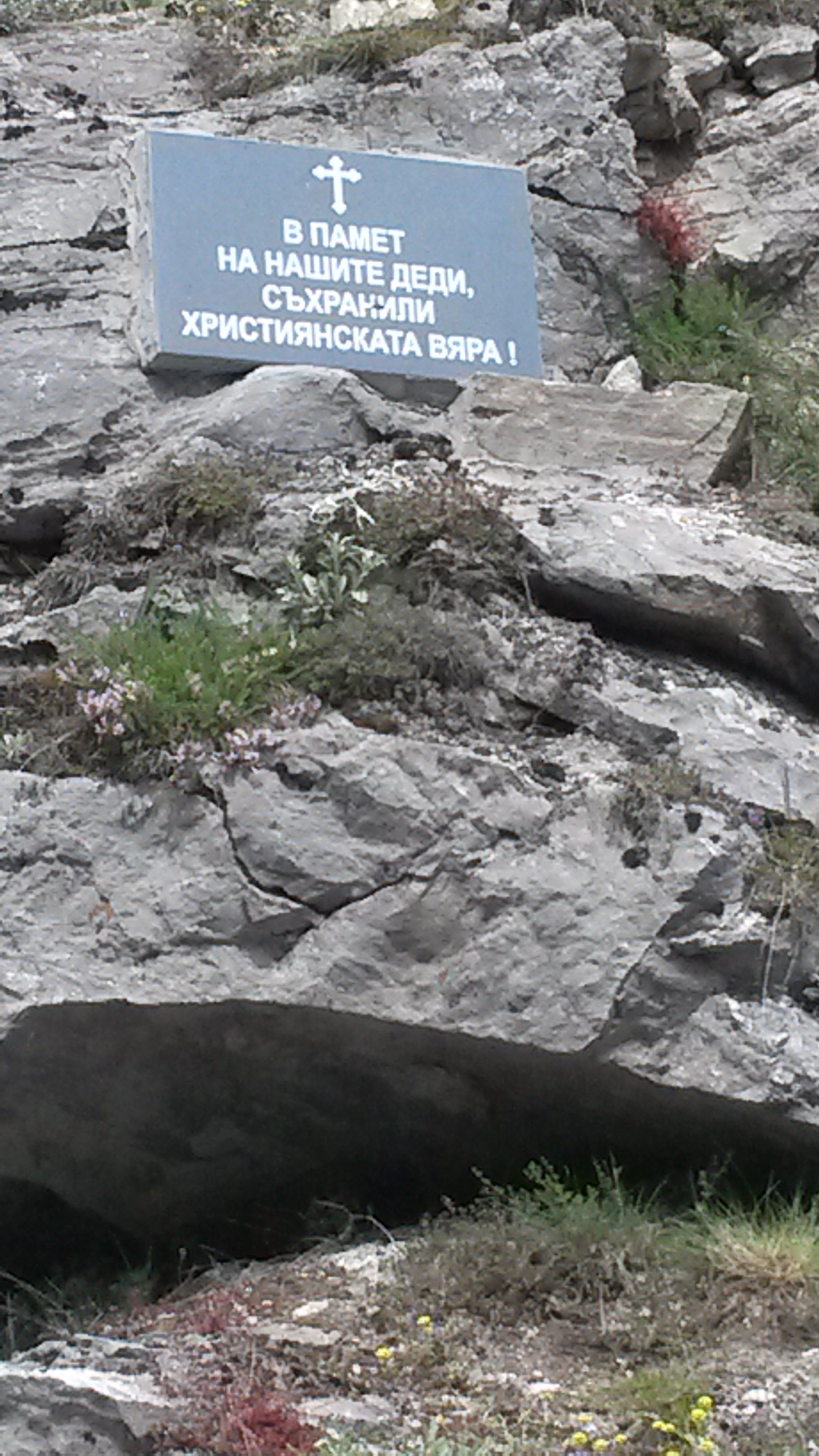
Monument voor kinderen gestorven tijdens de oorlog